# ルナル・エスペヨルド
ルナル・エスペヨルド（Runar Espejord, 1996年2月26日 - ）は、ノルウェー・トロムス県トロムソ出身のサッカー選手。FKハウゲスン所属。ポジションはFW。

## クラブ経歴
ユース時代から地元のトロムソILで過ごし、国内リーグエリテセリエンの2013年シーズン途中にトップチームに昇格。しかし、同年シーズンはリーグ15位に終わり、2014年シーズンは2部リーグのアデコリーガエンで闘うことになり、同年5月4日のランハイム・フォトバル戦でプロデビュー。2015年シーズンにトップリーグに復帰し、同年9月28日のオーレスンFK戦でプロ初ゴールを記録。以降出場機会画像増え、2017年シーズンは6ゴールを記録した。
2019年12月20日、SCヘーレンフェーンへの移籍が発表された。
2020年9月21日、母国トロムソILに1シーズンのレンタルで復帰した。
2022年1月12日、FKボデ/グリムトに3年契約で移籍した。
2025年3月10日、FKハウゲスンに1年契約で移籍した
。

## 代表歴
2013年から5年間、各ユース世代のノルウェー代表に招集された。